# Pfarrhaus (Herrenstetten)

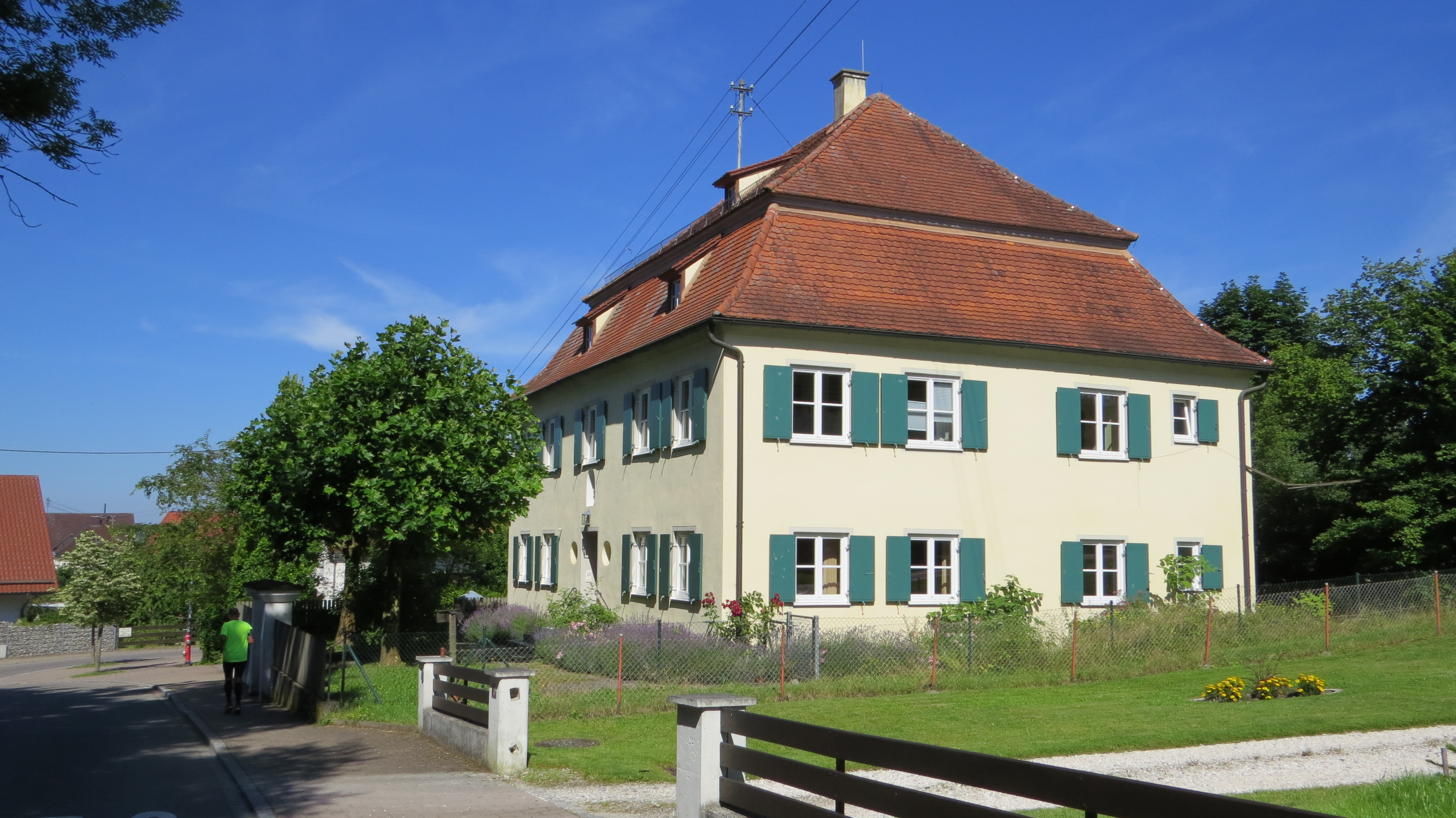
Ehemaliges Pfarrhaus in Herrenstetten

Das Pfarrhaus in Herrenstetten, einem Gemeindeteil von Altenstadt im Landkreis Neu-Ulm im bayerischen Regierungsbezirk Schwaben, wurde in den 1760er Jahren errichtet. Das ehemalige Pfarrhaus an der Bergenstetter Straße 3, nördlich der katholischen Pfarrkirche St. Martin, ist ein geschütztes Baudenkmal.
Der zweigeschossige Mansard-Walmdachbau wurde von Franz Xaver Miller errichtet. Das Gebäude besitzt fünf zu vier Fensterachsen. Über dem Portal ist eine Nische mit einer Heiligenfigur. Der Eingang wird von zwei Rundfenstern flankiert.
Das Gebäude wird seit Jahren als Kindergarten genutzt.